# 2015 KF172
2015 KF172 ist ein großes transneptunisches Objekt, das bahndynamisch als Scattered Disk Object (SDO) eingestuft wird. Aufgrund seiner Größe gehört der Asteroid zu den Zwergplanetenkandidaten.

## Entdeckung
2015 KF172 wurde am 20. Mai 2015 von Scott Sheppard mit dem 4,0-m-Víctor-M.-Blanco-Teleskop (DECam) am Cerro Tololo-Observatorium (Chile) entdeckt. Die Entdeckung wurde am 31. Mai 2018 bekanntgegeben.
Der Beobachtungsbogen des Planetoiden beginnt mit der offiziellen Entdeckungsbeobachtung am 20. Mai 2015. Bisher wurde der Planetoid nur durch das Cerro Tololo- und das Las-Campanas-Observatorium (Chile) beobachtet. Im Mai 2018 lagen insgesamt lediglich 8 Beobachtungen über einen Zeitraum von 3 Jahren vor. Die bisher letzte Beobachtung wurde im Mai 2018 am Las-Campanas-Observatorium durchgeführt. (Stand 24. März 2019)

## Eigenschaften

### Umlaufbahn
2015 KF172 umkreist die Sonne in 582,93 Jahren auf einer stark elliptischen Umlaufbahn zwischen 38,12 AE und 101,43 AE Abstand zu deren Zentrum. Die Bahnexzentrizität beträgt 0,454, die Bahn ist 12,03° gegenüber der Ekliptik geneigt. Derzeit ist der Planetoid 63,04 AE von der Sonne entfernt. Das Perihel durchläuft er das nächste Mal 2103, der letzte Periheldurchlauf dürfte also im Jahre 1520 erfolgt sein.
Sowohl Marc Buie (DES) als auch das Minor Planet Center klassifizieren den Planetoiden als SDO; letzteres führt ihn allgemein auch als «Distant Object».

### Größe
Derzeit wird von einem Durchmesser von 329 km ausgegangen, basierend auf einem Rückstrahlvermögen von 8 % und einer absoluten Helligkeit von 5,8 m. Ausgehend von diesem Durchmesser ergibt sich eine Gesamtoberfläche von etwa 340.000 km2. Die scheinbare Helligkeit von 2015 KF172 beträgt 23,70 m.
Da es denkbar ist, dass sich 2015 KF172 aufgrund seiner Größe im hydrostatischen Gleichgewicht befindet und somit weitgehend rund sein könnte, erfüllt er möglicherweise die Kriterien für eine Einstufung als Zwergplanet. Mike Brown geht davon aus, dass es sich bei 2015 KF172 um vielleicht einen Zwergplaneten handelt.
| Jahr                                         | Abmessungen km | Quelle   |
| -------------------------------------------- | -------------- | -------- |
| 2018                                         | 352,0          | Johnston |
| 2018                                         | 329,0          | Brown    |
| Die präziseste Bestimmung ist fett markiert. |                |          |